# Jules Dufaure
Jules Armand Stanislas Dufaure (ur. 4 grudnia 1798 w Saujon, zm. 28 czerwca 1881 w Rueil-Malmaison) – francuski polityk, prawnik.
W 1834 został członkiem Izby Deputowanych, a w 1842 jej wiceprzewodniczącym. Był ministrem kolejno: robót publicznych (1839–1840), spraw wewnętrznych (1848, 1849 i 1871–1873) oraz sprawiedliwości (1871–1873, 1877–1879). Trzykrotnie pełnił funkcję premiera Francji (1871–1873, 1876, 1877–1879). Od 1863 był członkiem Académie française. W 1876 został dożywotnim senatorem.